# Cheng Xiao
Cheng Xiao (coréen : 성소 ; hanja : 程瀟), née le 15 juillet 1998 est une chanteuse chinoise basée en Corée du Sud connue pour être la danseuse principale du girl group Cosmic Girls et membre de son sous-groupe : la Wonder Unit. 

## Biographie
Cheng est née le 15 juillet 1998 à Shenzhen, Guangdong, Chine et a une sœur cadette Cheng Chen, célèbre en Chine. Elle a étudié à Shenzhen Art School et est diplômée de School of Performing Arts Seoul en 2016, où elle a étudié la danse. Elle s'installe en Corée du sud un an avant de débuter avec Cosmic Girls. 

## Carrière

### 2015-2016: Débuts avec Cosmic Girls et la Wonder Unit
Le 10 décembre 2015, Cheng est révélée comme l'une des membres de Cosmic Girls et de la Wonder Unit.  Le 21 décembre, elle sort avec Cosmic Girls, un cover de la chanson All I Want For Christmas Is You de Mariah Carey.  
Cheng fait ses débuts avec Cosmic Girls le 25 février 2016, lors de la sortie de leur premier EP Would You Like? ayant MoMoMo et Catch Me comme pistes principales,.  
En août 2016, Cheng, Exy, SeolA, Soobin, Eunseo, Yeoreum et Dayoung s'associent avec les Monsta X pour créer l'unité "Y-Teen", un groupe projet qui fera la promotion du service tarifaire KT.    
Cheng avec Eunha de GFriend, YooA de Oh My Girl, Nayoung de Gugudan et Nancy de Momoland ont formé un groupe de projet spécial nommé «Sunny Girls» pour le projet Music Crush d'Inkigayo. Elles ont sorti leur single, Taxi le 27 novembre 2016.    

### 2017-présent: Activités solo
En 2017, Cheng est choisie pour participer à l'émission Law of the Jungle diffusée sur SBS.  
En 2018, elle participe à l'émission de télé-réalité de survie Idol Producer où elle est professeure de danse. La même année, elle est actrice dans la web série chinoise, Legend of Awakening. Cheng a sorti en novembre 2018 sa première chanson solo : If Love, un OST pour le jeu en ligne Xuanyuan Sword . 
En 2020, Cheng est sélectionnée pour plusieurs séries télévisées : Detective Chinatown, Legend of Awakening, Spirit Realm et Falling Into Your Smile.

## Discographie

### Singles
| Titre                                                          | Année | Meilleures positions | Meilleures positions  | Album                                |
| Titre                                                          | Année | CHN QQ Chart         | CHN Billboard V Chart | Album                                |
| -------------------------------------------------------------- | ----- | -------------------- | --------------------- | ------------------------------------ |
| Taxi (Sunny Girls (Eunha, YooA, Cheng Xiao, Nayoung and Nancy) | 2016  | -                    | NC                    | Inkigayo Music Crush Part. 2         |
| Confession Song (告白 情歌) (avec Meng Meiqi & Wu Xuan Yi)     | 2017  | -                    | -                     | Chanson promotionnelle de Once Again |
| The Shadow of the Shark (avec Wang Yibo)                       | 2018  | -                    | 9                     | Chanson promotionnelle de The Meg    |
| If Love (若情)                                                 | 2018  | 3                    | -                     | Xuanyuan Sword OST                   |
| I Don't Believe You (别轻易相信)                               | 2020  | -                    | -                     | Detective Chinatown OST              |

## Filmographie

### Films
| Année | Titre anglais         | Titre chinois | Rôle         | Réf.   |
| ----- | --------------------- | ------------- | ------------ | ------ |
| 2020  | Detective Chinatown 3 | 唐人街 探案 3 | Lu Jing Jing | [ 12 ] |

### Séries télévisées
| Année | Titre anglais           | Titre chinois | Rôle         | Réf.   |
| ----- | ----------------------- | ------------- | ------------ | ------ |
| 2020  | Detective Chinatown     | 唐人街 探案   | Lu Qing Qing | [ 12 ] |
| 2020  | Legend of Awakening     | 天醒之路      | Qin Sang     | [ 13 ] |
| 2020  | Spirit Realm            | 灵域          | Ling Yu Shi  | [ 13 ] |
| 2020  | Falling Into Your Smile | 你微笑时很美  | Tong Yao     | [ 13 ] |

### Émissions
| Année | Titre anglais                  | Titre original                  | Réseau     | Remarques                 | Réf.   |
| ----- | ------------------------------ | ------------------------------- | ---------- | ------------------------- | ------ |
| 2017  | Law of the Jungle              | 정글 의 법칙                    | SBS        | Membre de la distribution | [ 13 ] |
| 2017  | Swan Club                      | 추석 특집 발레 교습소 백조 클럽 | KBS2       | Membre de la distribution | [ 13 ] |
| 2018  | Idol Producer                  | 偶像 练习 生                    | iQiyi      | Professeure de danse      | [ 13 ] |
| 2018  | Best Friends’ Perfect Vacation | 闺 蜜 的 完美 旅行              | Tencent    | Membre de la distribution | [ 13 ] |
| 2018  | Brave World                    | 勇敢 的 世界                    | Mango TV   | Membre de la distribution | [ 13 ] |
| 2018  | Pajama Friends                 | 파자마 프렌즈                   | Lifetime   | Membre de la distribution | [ 14 ] |
| 2019  | One More Try                   | 极限 青春                       | Tencent    | Membre de la distribution | [ 13 ] |
| 2019  | We Are In Love                 | 我们 恋爱 吧                    | Jiangsu TV | Intervenante              | [ 15 ] |
| 2020  | Final Expert                   | 终极 高手                       | Tencent    | Directrice                | [ 16 ] |

## Prix et nominations
| Année | Prix                         | Catégorie                                 | Résultats |
| ----- | ---------------------------- | ----------------------------------------- | --------- |
| 2017  | 17e Top Chinese Music Awards | Nouvelle force parmi les Idols            | Gagné     |
| 2018  | 2018 Cosmo Beauty Ceremony   | Prix de beauté annuel pour une jeune Idol | Gagné     |
| 2019  | Sina Fashion Awards          | Idol populaire de l'année                 | Gagné     |